# Giuseppe Aventi
Giuseppe Aventi, italijanski general, * 1898, † 1943.